# بالیکوواتس
بالیکوواتس (به صربی: Baljkovac) یک روستا در صربستان است که در Pivara Municipality واقع شده‌است.